# Otiothops iguazu
Espèce
Otiothops iguazu est une espèce d'araignées aranéomorphes de la famille des Palpimanidae.

## Distribution
Cette espèce est endémique de la province de Misiones en Argentine,.

## Description
La femelle holotype mesure 4,08 mm.

## Étymologie
Son nom d'espèce lui a été donné en référence au lieu de sa découverte, le parc national d'Iguazú.

## Publication originale
- Grismado, 2008 : Descripción de una nueva especie de Otiothops Mac Leay (Arachnida, Araneae, Palpimanidae) de Misiones, Argentina. Natura Neotropicalis, vol. 37, p. 39-42.